# Brzeg Głogowski
Brzeg Głogowski is een plaats in het Poolse district  Głogowski, woiwodschap Neder-Silezië. De plaats maakt deel uit van de gemeente Żukowice en telt 500 inwoners.

## Verkeer en vervoer
- Station Brzeg Głogowski